# Adelsdorf

Le chœur de l'église St. Stephanus à Adelsdorf.

Adelsdorf est une commune allemande située en Bavière, dans l'arrondissement d'Erlangen-Höchstadt.

## Jumelages
- Uggiate-Trevano (Italie) depuis 1997
- Feldbach (Autriche) depuis 2007